# Gomati (Distrikt)
Der Distrikt Gomati ist ein Distrikt im indischen Bundesstaat Tripura. Verwaltungssitz ist die Stadt Udaipur.

## Geografie
Der Distrikt Gomati liegt in der westlichen Hälfte Tripuras an der Grenze zu Bangladesch. Die Fläche des Distrikts  beträgt 1523 Quadratkilometer. Nachbardistrikte sind die Distrikte Khowai im Norden, Dhalai im Nordosten und Osten, South Tripura im Süden und Südwesten und Shipahijala im Westen. Im Osten und Südosten grenzt der Distrikt an Indiens Nachbarstaat Bangladesch.

## Geschichte
Der Distrikt entstand bei der Neueinteilung der Verwaltungsgebiete Tripuras am 21. Januar 2012 aus den R.D. Blocks Amarpur, Kakraban, Karbuk, Killa, Matabari und Ompi sowie den Städten Amarpur und Udaipur aus den nördlichen Gebieten des bisherigen Distrikts South Tripura.

## Bevölkerung
Nach der Volkszählung 2011 hat der Distrikt Gomati 429.237 Einwohner. Bei 282 Einwohnern pro Quadratkilometer ist der Distrikt dicht besiedelt. Von den 429.237 Bewohnern wohnen 345.265 Personen (80,44 Prozent) in Landgemeinden und 83.972 Menschen in städtischen Gebieten.
Der Distrikt Gomati gehört zu den Gebieten Tripuras, in denen zahlreiche Angehörige der „Stammesbevölkerung“ (scheduled tribes) siedeln. Zu ihnen gehörten (2011) 177.356 Personen (41,32 Prozent der Distriktsbevölkerung). Zu den Dalit (scheduled castes) gehörten 2011 74.397 Menschen (17,33 Prozent der Distriktsbevölkerung).

### Bevölkerungsentwicklung
Wie überall in Indien wächst die Einwohnerzahl im Distrikt Gomati seit Jahrzehnten stark an. Die indische Volkszählung 2001 ermittelte eine Einwohnerzahl von 375.599 Personen. Die Zunahme betrug in den Jahren 2001–2011 mehr als 14 Prozent (14,28 %). In diesen zehn Jahren nahm die Bevölkerung um mehr als 53.000 Menschen zu.

### Bedeutende Orte
Im Distrikt gibt es mit dem Distrikthauptort Udaipur und Amarpur zwei städtische Siedlungen. Statistisch gesehen gelten allerdings Dhwajnagar, Fulkumari, Gakulpur und Lebachhara auch als Städte (sogenannte census towns).

### Bevölkerung des Distrikts nach Geschlecht
Von den 429.237 Bewohnern waren 219.183 (51,06 Prozent) männlichen und 210.054 weiblichen Geschlechts. Dies ist typisch für Indien, wo normalerweise ein deutliches Mehr an Männern vorherrscht.

### Bevölkerung des Distrikts nach Sprachen
Eine knappe Mehrheit der Bevölkerung spricht Bengali als Muttersprache. In den Städten sind es sogar über 90 Prozent. Die Tripurasprache Kokborok ist allerdings in vier der sechs R.D. Blocks Mehrheitssprache. Mit zwischen 53 und 73 Prozent der jeweiligen Bevölkerung. Die Mongsen und Chakma leben fast gänzlich in den R.D. Blocks Killa und Ompi beziehungsweise Armapur und Karbuk. Die Sprecher von Garo, Halam, Hindi und Mogh leben mehrheitlich nur in einem der sechs R.D. Blocks.
| Jahr                                   | Bengali | Bengali | Kokborok | Kokborok | Mongsen | Mongsen | Chakma | Chakma | Garo | Garo | Hindi | Hindi | Halam | Halam | Andere Sprachen | Andere Sprachen | Total   | Total    |
| Jahr                                   | Zahl    | %       | Zahl     | %\|%     | Zahl    | %       | Zahl   | %      | Zahl | %    | Zahl  | %     | Zahl  | %     | Zahl            | %               | Zahl    | %        |
| -------------------------------------- | ------- | ------- | -------- | -------- | ------- | ------- | ------ | ------ | ---- | ---- | ----- | ----- | ----- | ----- | --------------- | --------------- | ------- | -------- |
| 2011                                   | 242.657 | 56,53   | 142.441  | 33,18    | 12.812  | 2,98    | 8884   | 2,07   | 4464 | 1,04 | 3590  | 0,84  | 2578  | 0,60  | 11.811          | 2,75            | 429.237 | 100,00 % |
| Quelle: Ergebnis der Volkszählung 2011 |         |         |          |          |         |         |        |        |      |      |       |       |       |       |                 |                 |         |          |

### Bevölkerung des Distrikts nach Bekenntnissen
Die Bewohner bekennen sich mehrheitlich zum Hinduismus. Zu ihrem Anhang gehört die Mehrheit der bengalisch- und hindisprachigen Personen. Eine Minderheit unter den Bengalen bekennt sich zum Islam. Die Buddhisten sind mehrheitlich Chakma mit einer Minderheit von Dalits. Die Christen gehören mehrheitlich zu den «scheduled tribes» (Stammesbevölkerung) und den Dalit (auch „Unberührbare“, Kastenlose). Buddhisten, Christen und Muslime bilden lokal und regional bedeutende religiöse Minderheiten. Die genaue religiöse Zusammensetzung der Bevölkerung zeigt folgende Tabelle:
| Jahr                                   | Buddhisten | Buddhisten | Christen | Christen | Hindus  | Hindus | Jainas | Jainas | Muslime | Muslime | Sikhs | Sikhs | Andere | Andere | keine Angaben | keine Angaben | Total   | Total    |
| Jahr                                   | Zahl       | %          | Zahl     | %        | Zahl    | %      | Zahl   | %      | Zahl    | %       | Zahl  | %     | Zahl   | %      | Zahl          | %             | Zahl    | %        |
| -------------------------------------- | ---------- | ---------- | -------- | -------- | ------- | ------ | ------ | ------ | ------- | ------- | ----- | ----- | ------ | ------ | ------------- | ------------- | ------- | -------- |
| 2011                                   | 12.294     | 2,86       | 28.283   | 6,59     | 349.192 | 81,35  | 42     | 0,01   | 38.139  | 8,89    | 112   | 0,03  | 570    | 0,13   | 605           | 0,14          | 429.237 | 100,00 % |
| Quelle: Ergebnis der Volkszählung 2011 |            |            |          |          |         |        |        |        |         |         |       |       |        |        |               |               |         |          |

## Bildung
Das Ziel der vollständigen Alphabetisierung ist in Reichweite. Von den 375.253 Personen in einem Alter von sieben Jahren und mehr können 321.281 (85,62 Prozent) lesen und schreiben. Die Alphabetisierung liegt weit über dem indischen Schnitt.

## Verwaltung
Der neue Distrikt hat mit Amarpur, Karbuk und Udaipur drei Sub-Divisions (Unterbezirke), die in die acht R.D. Blocks Amarpur, Kakraban, Karbuk, Killa, Matabari, Ompi, Silachhari und Tepania aufgeteilt sind.